# Ginzel (cràter)
Ginzel és un cràter d'impacte que es troba a la cara oculta de la Lluna, lleugerament més enllà de l'extremitat oriental, a la vora oriental del Mare Marginis, en una zona de la superfície que a vegades es pot observar des de la Terra per efecte de la libració. Al nord-nord-est de Ginzel apareix el cràter Popov i cap al sud s'hi troba Dreyer.
Gran part de la vora i de l'interior de Ginzel han estat inundats per la lava, deixant només un feble rastre del seu contorn en la superfície, d'una altra manera relativament pla. Solament la vora occidental destaca de manera una mica més prominent per sobre de la irregular plana circumdant. El cràter satèl·lit Ginzel L, també inundat per la lava, està unit a la part sud de la vora del cràter principal, i un cràter més petit se situa travessant el costat nord del seu perímetre. A l'interior s'hi localitza una parella de petits cràters units en la meitat occidental, mancant d'altres trets distintius.

## Cràters satèl·lit
Per convenció, aquests elements són identificats als mapes lunars posant la lletra al costat del punt mitjà del cràter que està més prop de Ginzel.
|        | \| Ginzel \| Coordenades \| Diàmetre \| \| ------ \| -------------------------------------- \| -------- \| \| G \| 13° 42′ N, 100° 12′ E / 13.7°N,100.2°E \| 42 km \| \| H \| 12° 42′ N, 100° 06′ E / 12.7°N,100.1°E \| 50 km \| \| L \| 13° 06′ N, 97° 48′ E / 13.1°N,97.8°E \| 28 km \| |          |
| Ginzel | Coordenades | Diàmetre |
| G      | 13° 42′ N, 100° 12′ E / 13.7°N,100.2°E | 42 km    |
| H      | 12° 42′ N, 100° 06′ E / 12.7°N,100.1°E | 50 km    |
| L      | 13° 06′ N, 97° 48′ E / 13.1°N,97.8°E | 28 km    |